# Marcin Józef
Marcin Józef FSC, Filomeno López López (ur. 15 listopada 1900 w El Pedregal, zm. 9 października 1934 w Turón) – święty Kościoła katolickiego, hiszpański zakonnik, ofiara prześladowań religijnych poprzedzających wybuch hiszpańskiej wojny domowej.

## Życiorys
Już w 1912 roku przystał do zakonu lasalianów i przyjął imiona zakonne Marcin Józef. Pierwsze śluby zakonne złożył mając 19 lat, a w sześć lat później złożył śluby wieczyste. Ze względu na głuchotę mógł podjąć pracę jako nauczyciel prac ręcznych. W 1934 r. zaaprobowano jego prośbę o przeniesienie do Turón, gdzie zastąpił innego brata, który wobec aktów przemocy, do jakich dochodziło w Asturii, obawiał się o swoje życie.
5 października 1934 roku razem z grupą ośmiu towarzyszy został uwięziony. Przetrzymywani w „domu ludowym” zostali wkrótce rozstrzelani na podstawie wyroku wydanego przez komitet rewolucyjny.
Marcin Józef beatyfikowany został przez papieża Jana Pawła II 29 kwietnia 1990 r., a kanonizacja odbyła się 21 listopada 1999 r. w bazylice św. Piotra na Watykanie.
Dniem, w którym wspominany jest w Kościele katolickim jest dzienna rocznica śmierci (9 października).